# Ulog
Ulog (cyr. Улог) – wieś w Bośni i Hercegowinie, w Republice Serbskiej, w gminie Kalinovik. W 2013 roku liczyła 30 mieszkańców.